# ローリング・ストーンの選ぶ歴史上最も偉大な100人のシンガー
ローリング・ストーンの選ぶ歴史上最も偉大な100人のシンガー（ローリング・ストーンのえらぶれきしじょうもっともいだいなひゃくにんのシンガー、100 Greatest Singers of All Time）は、アメリカ合衆国の雑誌ローリング・ストーンが選出し2008年11月27日（#1066）の特別号に掲載した、歴史上最も偉大な歌手トップ100人のリスト。対象がロック世代に限られているためジャズ、クラシックやオペラなどのジャンルは含まれていない。

## 選考
選考委員は179名で、当時の投票用紙によると自薦他薦問わず各自20人ずつ候補者を推薦する方式となっている。選考メンバーにはジャーナリスト、プロデューサー、レコード会社関係者などの専門家に加え、アート・ガーファンクル、ブルース・スプリングスティーン、ジョージ・マイケル、ジョン・メレンキャンプ、ノラ・ジョーンズ、オノ・ヨーコ、ロニー・ジェイムス・ディオらのミュージシャンも名を連ねた。
主観を伴うランキングの宿命としてその妥当性が常に議論の対象となっており、2019年9月21日にTwitterでClassic Rock In Picsが「このランキングどう思う？」と話題を蒸し返したところ、2万件を超える会話が発生し、ありとあらゆる異論が寄せられた。

## リスト
1. アレサ・フランクリン
2. レイ・チャールズ
3. エルヴィス・プレスリー
4. サム・クック
5. ジョン・レノン
6. マーヴィン・ゲイ
7. ボブ・ディラン
8. オーティス・レディング
9. スティーヴィー・ワンダー
10. ジェームス・ブラウン
11. ポール・マッカートニー
12. リトル・リチャード
13. ロイ・オービソン
14. アル・グリーン
15. ロバート・プラント
16. ミック・ジャガー
17. ティナ・ターナー
18. フレディ・マーキュリー
19. ボブ・マーリー
20. スモーキー・ロビンソン
21. ジョニー・キャッシュ
22. エタ・ジェイムス
23. デヴィッド・ボウイ
24. ヴァン・モリソン
25. マイケル・ジャクソン
26. ジャッキー・ウィルソン
27. ハンク・ウィリアムズ
28. ジャニス・ジョプリン
29. ニーナ・シモン
30. プリンス
31. ハウリン・ウルフ
32. ボノ
33. スティーヴ・ウィンウッド
34. ホイットニー・ヒューストン
35. ダスティ・スプリングフィールド
36. ブルース・スプリングスティーン
37. ニール・ヤング
38. エルトン・ジョン
39. ジェフ・バックリィ
40. カーティス・メイフィールド
41. チャック・ベリー
42. ジョニ・ミッチェル
43. ジョージ・ジョーンズ
44. ボビー・ブランド
45. カート・コバーン
46. パッツィー・クライン
47. ジム・モリソン
48. バディ・ホリー
49. ダニー・ハサウェイ
50. ボニー・レイット
51. グラディス・ナイト
52. ブライアン・ウィルソン
53. マディ・ウォーターズ
54. ルーサー・ヴァンドロス
55. ポール・ロジャース
56. メイヴィス・ステイプルズ
57. エリック・バードン
58. クリスティーナ・アギレラ
59. ロッド・スチュワート
60. ビョーク
61. ロジャー・ダルトリー
62. ルー・リード
63. ディオン
64. アクセル・ローズ
65. デヴィッド・ラフィン
66. トム・ヨーク
67. ジェリー・リー・ルイス
68. ウィルソン・ピケット
69. ロニー・スペクター
70. グレッグ・オールマン
71. トゥーツ・ヒバート（英語版）
72. ジョン・フォガティ
73. ドリー・パートン
74. ジェームス・テイラー
75. イギー・ポップ
76. スティーヴ・ペリー
77. マール・ハガード（英語版）
78. スライ・ストーン
79. マライア・キャリー
80. フランキー・ヴァリ
81. ジョン・リー・フッカー
82. トム・ウェイツ
83. パティ・スミス
84. ダーレン・ラヴ
85. サム・ムーア
86. アート・ガーファンクル
87. ドン・ヘンリー
88. ウィリー・ネルソン
89. ソロモン・バーク
90. エヴァリー・ブラザース
91. リヴォン・ヘルム
92. モリッシー
93. アニー・レノックス
94. カレン・カーペンター
95. パティ・ラベル
96. B.B.キング
97. ジョー・コッカー
98. スティーヴィー・ニックス
99. スティーヴン・タイラー
100. メアリー・J. ブライジ